# 845 (číslo)
Osm set čtyřicet pět je přirozené číslo, které následuje po čísle osm set čtyřicet čtyři a předchází číslu osm set čtyřicet šest. Římskými číslicemi se zapisuje DCCCXLV.

## Matematika
845 je:
- Deficientní číslo
- Nešťastné číslo

## Astronomie
- (845) Naëma je planetka hlavního pásu, kterou objevil v roce 1916 Max Wolf

## Roky
- 845
- 845 př. n. l.